# Rival des Dieux

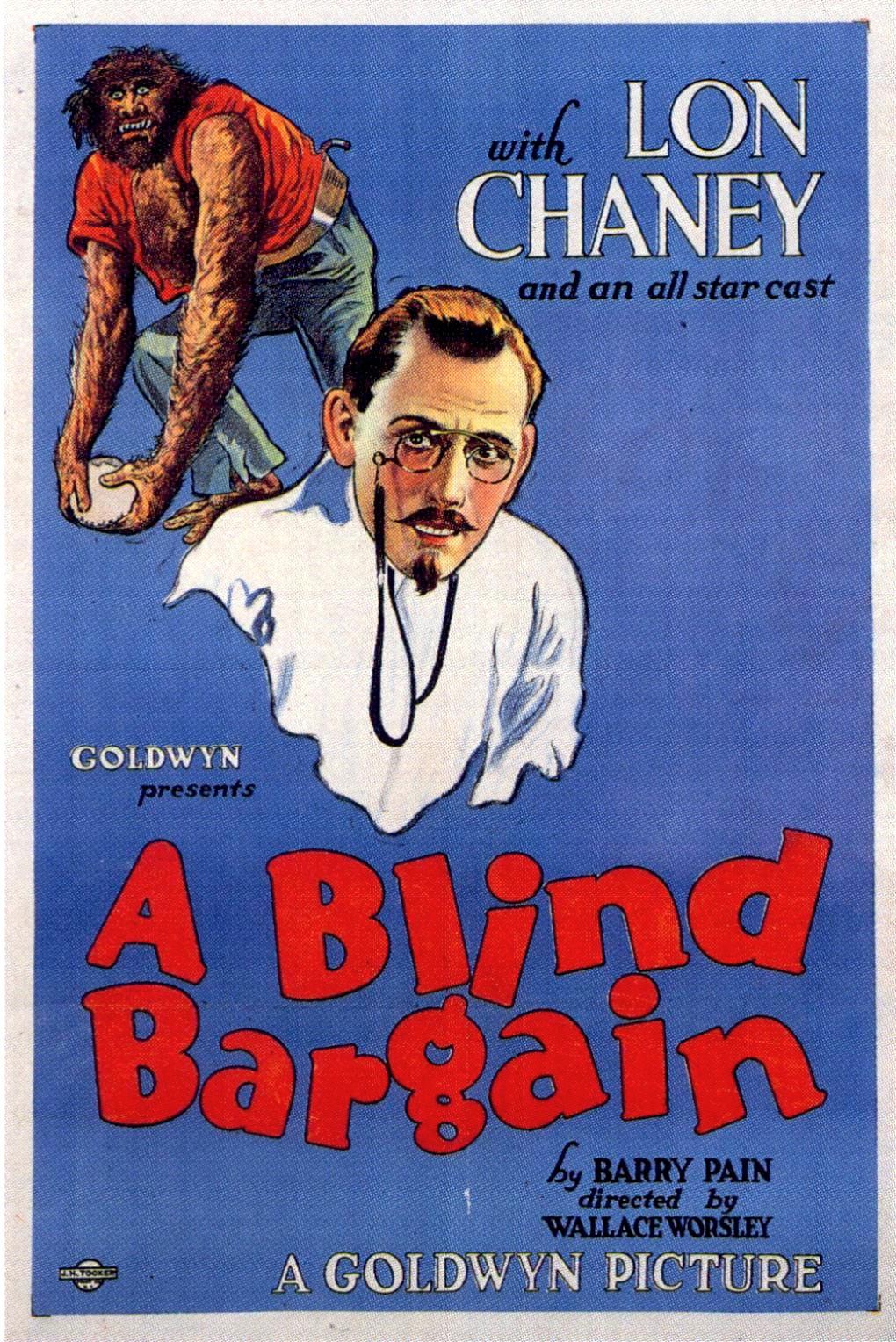
Affiche du film Blind Bargain

Rival des Dieux (titre original : A Blind Bargain) est un film américain réalisé par Wallace Worsley et sorti en 1922.
Le film est présumé perdu.

## Synopsis
Le Docteur Arthur Lamb, un savant fou qui a créé des hommes-singes, entraîne un certain Robert Sandall dans un marché: en échange de guérir sa mère qui est très malade, il devra lui-même devenir cobaye de ses expériences.

## Fiche technique
- Titre original : A Blind Bargain
- Réalisation :  Wallace Worsley
- Scénario : J.G. Hawks d'après une histoire de Barry Pain The Octave of Claudius
- Production :  Goldwyn Pictures Corporation
- Photographie : Norbert Brodine
- Genre : film d'horreur
- Montage : Paul Bern
- Durée : 57 minutes
- Date de sortie: 3 décembre 1922 ( États-Unis)

## Distribution

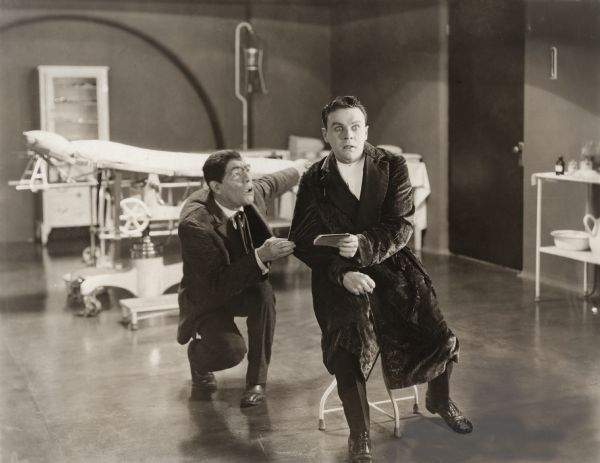
Raymond McKee et Lon Chaney dans une scène du film

- Lon Chaney : Dr. Arthur Lamb/le bossu
- Raymond McKee : Robert Sandell
- Virginia True Boardman : Mrs. Sandell
- Aggie Herring : Bessie
- Jacqueline Logan : Angela Marshall
- Virginia Madison : mère d'Angela
- Fontaine La Rue : Mrs. Lamb
- Wallace Beery